# Nycteridopsylla sakagutii
Nycteridopsylla sakagutii är en loppart som beskrevs av Jameson et Suyemoto 1955. Nycteridopsylla sakagutii ingår i släktet Nycteridopsylla och familjen fladdermusloppor. Inga underarter finns listade i Catalogue of Life.